# The Thunder Rolls
«The Thunder Rolls» — песня, записанная американским кантри-музыкантом Гартом Бруксом, вышедшая в качестве 4-го сингла с его второго студийного альбома No Fences (1990). Авторами песни выступили Пэт Алгер и сам Гарт Брукс. Сингл на 2 недели возглавил американский кантри хит-парад, став в нём шестым подряд для Брукса лидером чарта в его карьере и четвёртым (после «Friends in Low Places», «Unanswered Prayers» и «Two of a Kind, Workin' on a Full House») из четырёх чарттопперов с того же второго его альбома. За несколько недель песня дошла до первого места чарта Hot Country Songs журнала Billboard, оставаясь на № 1 две недели в конце июня 1991 года. «The Thunder Rolls» также была включена в такие альбомы Брукса как The Hits, The Limited Series, Double Live и The Ultimate Hits. Песня получила несколько номинаций на музыкальные награды, включая Грэмми и награду Ассоциации кантри-музыки CMA Awards, в том числе, в категории «Видео года» (Music Video of the Year).

## Награды и номинации
Источник:.
| Награда               | Категория                            | Результат |
| --------------------- | ------------------------------------ | --------- |
| Grammy Awards         | Лучшее музыкальное видео             | Номинация |
| CMA Awards            | Видео года (Music Video of the Year) | Победа    |
| ACM Awards            | Video of the Year                    | Номинация |
| American Music Awards | Favorite Country Single              | Победа    |

## Список композиций
US 7" single"
Capitol Nashville NR-44727, 1991
1. "The Thunder Rolls" (Edited) - 3:30
2. "Victim of the Game"

Jukebox 7" single
Liberty S7-57744-A, 1992
1. "The Thunder Rolls" - 3:42
2. "Shameless"

Dutch promo CD single
Liberty/EMI promo CX 519443, 1991
1. "The Thunder Rolls" - 3:43

## Чарты

### Еженедельные чарты
| Чарт (1991)                       | Высшая позиция |
| --------------------------------- | -------------- |
| Canada Country Tracks (RPM)       | 1              |
| США (Billboard Hot Country Songs) | 1              |

### Итоговые годовые чарты
| Чарт (1991)                  | Позиция |
| ---------------------------- | ------- |
| Canada Country Tracks (RPM)  | 1       |
| US Country Songs (Billboard) | 4       |